# مونتيكاستريلي
مونتيكاستريلي (بالإيطالية: Montecastrilli)‏ هي بلدية في مقاطعة تيرني في إقليم أومبريا الإيطالي.

## السكان
في سنة 1861 بلغ عدد السكان 2٬727 نسمة، وتطور العدد ليصل في سنة 2011 لـ 5٬190 نسمة.
يظهر هذا المخطط البياني تطور النمو السكاني لـ مونتيكاستريلي

## توأمة
لمونتيكاستريلي اتفاقيات توأمة مع:
- أوتاوا